# Пукаскуа (национальный парк)
Национальный парк Пукаскуа (англ. Pukaskwa National Park, фр. Parc national de Pukaskwa) — национальный парк Канады, расположенный на севере канадской провинции Онтарио.

## Физико-географическая характеристика
Национальный парк Пукаскуа расположен на западном берегу озера Верхнее южнее города Марафон на севере провинции Онтарио. К парку ведёт автодорога 627, которая связывает северную часть парка (около пещеры Hattie Cove) с трассой 17 (трансканадская автомагистраль). Парк расположен на гранитном Канадском щите, покрытом бореальными лесами и испещрённом реками.
Климат на берегу озера очень переменчив. Средняя дневная температура августа — 15 °C, при этом в течение дня она может колебаться от 10 до 23 градусов. В другие летние месяцы температура ниже. Среднее количество осадков в августе — 80 мм, в период с июня по сентябрь — 360 мм.
Происхождение слова Пукаскуа, которое стало названием парка, достоверно не известно. Согласно источникам индейцев оджибве и кри, правильное название должно быть Pukasu. Пукасу — это название реки, протекающей по территории парка. Согласно местной легенде, индеец по имени Джо (Joe), бился со своей женой в устье реки. Он победил её и сжёг тело, а оставшиеся кости выкинул в реку. Джо получил прозвище Opakasu, что означает «человек, готовящий костный мозг» («cooker of marrow»). На каменистых пляжах сохранились каменные структуры, созданные человеком, но их предназначение неизвестно.

## Флора и фауна
В парке произрастают такие виды деревьев, как чёрная ель, сосна Банкса (Pinus banksiana) и белая берёза, характерные для северных лесов. Крупные млекопитающие представлены лосями, чёрными медведями и волками. Кроме того, на территории парка обитают крайне малочисленные стада лесных оленей карибу, которые продолжают сокращаться.